# Ture Ödlund
Ture Mikael Ödlund, född 15 maj 1894 i Njurunda, död 14 december 1942 Katarina församling i Stockholm, var en svensk curlingspelare. Han blev olympisk silvermedaljör vid olympiska vinterspelen 1924 i Chamonix.